# Tanque Mendeleev
El tanque de Mendeleev fue un diseño de tanque temprano propuesto por el ingeniero naval ruso Vasiliy Mendeleev, hijo del científico ruso Dimitri Mendeleev, quien creó la tabla periódica moderna. El vehículo fue imaginado por Mendeleev durante su tiempo de trabajo en la Escuela de Ingeniería Marina Kronshtadt en San Petersburgo, Rusia, de 1911 a 1915. Su supuesto propósito era ser una "nave terrestre" inmune a todo fuego enemigo y capaz de cruzar grandes campos de batalla mientras proporcionaba Apoyo de artillería pesada a las tropas mediante un cañón de 120 mm. El tanque propuesto fue uno de los diseños de tanque más pesados de todos los tiempos; con 173,2 toneladas, habría tenido casi el mismo peso que el tanque superpesado Panzer VIII Maus alemán de la Segunda Guerra Mundial.

## Diseño
El Tanque Mendeleev era de construcción rectangular completa, con su cañón principal en la parte delantera, una torreta de ametralladora montada en el techo justo detrás del centro y orugas que sobresalían directamente de la parte inferior del casco. Se suponía que el tanque tenía una tripulación de ocho personas que lo operaban.

## Armamento
El tanque de Mendeleev estaba excepcionalmente bien armado para el concepto de diseño de tanques de su momento. Estaba programado para tener un cañón naval Canet de 120 mm (4,7 pulgadas) con 51 rondas de munición, montado directamente en la parte delantera del tanque, mucho más grande que los calibres comunes de los tanques tanto en la Primera Guerra Mundial como en la Segunda Guerra Mundial. A modo de comparación, el armamento del tanque británico Mark IV eran dos cañones Hotchkiss de 57 mm QF de 6 libras y 6 cwt. El arma podía girar hacia la izquierda y hacia la derecha, así como elevarse y deprimirse. Además, se suponía que el arma tenía un sistema de retroceso en lugar de colocarse sobre un soporte rígido fijo, un concepto muy avanzado para la época. El cañón Canet se utilizaría para proporcionar fuego de artillería directo contra las unidades enemigas, haciendo del Tanque Mendeleev esencialmente una plataforma de artillería móvil. El tanque también estaba equipado con una ametralladora ligera instalada en una torreta que era giratoria y que podía retraerse cuando no estaba en uso para bajar la silueta del vehículo.

## Propulsión
Mendeleev diseñó una nueva forma de propulsión con orugas del vehículo que difería enormemente de otros diseños de la época. Sus planes para el vehículo presentaban una pista continua cuya circunferencia envolvía todo el costado del vehículo. La parte avanzada de este diseño fue el uso de una suspensión de pistón neumático que permitió bajar o elevar las ruedas individuales de la carretera a la altura deseada. Esto habría permitido un recorrido muy estable de terreno accidentado o desigual, así como la idea de Mendeleev de permitir que el tanque baje completamente el casco al suelo, convirtiendo el tanque en una fortaleza móvil que podría refugiarse cuando sea necesario, protegiendo al máximo. área vulnerable del vehículo; el tren de rodaje. [3] Para propulsar el vehículo, se suponía que el tanque de Mendeleev usaba un motor de gasolina de un submarino con 250 caballos de fuerza, lo que le daba al vehículo de 173.2 toneladas una relación potencia / peso de 1.44 hp / t. Se suponía que el vehículo podía alcanzar una velocidad máxima de 24 km/H.

## Protección
El tanque Mendeleev presentaba una armadura extremadamente pesada para un vehículo de su época, con una armadura hecha de chapas de acero pesado como las que se encuentran en los buques de guerra que van desde 150 mm de espesor en la parte delantera hasta 100 mm de espesor en los lados y la parte trasera. La armadura planeada del Mendeleev era más gruesa que la encontrada en la Segunda Guerra Mundial, como el formidable tanque pesado alemán Tiger II que tenía alrededor de 150 mm de armadura en la parte delantera.

## Historia
Se cree que el diseño inicial se remonta a 1898. Se trabajó en 1911 y se presentó en 1916. [5] Sin embargo, el vehículo nunca se construyó debido al poco apoyo que recibió de los patrocinadores o del gobierno. Mendeleev incluso intentó construir el vehículo él mismo, pero nunca se puso en marcha, lo que provocó que el diseño permaneciera solo como una serie de planos y dibujos.